# Abisara iliaca
Abisara iliaca är en fjärilsart som beskrevs av Hans Fruhstorfer 1912. Abisara iliaca ingår i släktet Abisara och familjen Riodinidae. Inga underarter finns listade i Catalogue of Life.